# Paulina Lebl-Albala
Paulina Lebl-Albala cyr. Паулина Лебл-Албала (ur. 9 sierpnia 1891 w Belgradzie, zm. 8 października 1967 w Los Angeles) – serbska filolożka, tłumaczka i działaczka feministyczna, pochodzenia żydowskiego.

## Życiorys
Była najmłodszą córką francuskiego inżyniera Simona Lébla i Natalie z d. Berger. Ukończyła szkołę średnią w Niszu, a następnie kontynuowała naukę w belgradzkim gimnazjum. W tym okresie związała się z klubem literackim Nada. W roku 1906 belgradzka Politika opublikowała pierwsze tłumaczenia dzieł niemieckiej pisarki Idy Boy-Ed, w tłumaczeniu Pauliny Lebl. W 1909 w czasopiśmie Prosvetni pregled ukazał się opowiadanie, za które otrzymała pierwszą w swoim życiu nagrodę literacką. W tym samym roku rozpoczęła studia z zakresu architektury, ale po pierwszym semestrze przeniosła się na studia filologiczne na Wydziale Filozoficznym Uniwersytetu w Belgradzie. W tym czasie tłumaczyła dzieła Johanna Wolfganga Goethego, Ludwiga Thomy, Paula-Louisa Herviera, Maurice Barrèsa i Oscara Wilde'a. W 1913 rozpoczęła pracę nauczycielki w gimnazjum żeńskim w Belgradzie.
W latach I wojny światowej Lebl-Albala wydawała w Zagrzebiu pisma Odjek (Odpowiedź), Književni jug (Literackie Południe) oraz Moderna žena (Nowoczesna kobieta). W 1917 wyjechała do Szwajcarii, a w 1918 powróciła do Belgradu, gdzie mieszkała do 1940. Od 1920 pracowała w gimnazjum żeńskim. W grudniu 1927 stanęła na czele Stowarzyszenia oświecenia kobiet i ochrony ich praw (Društvo za prosvećivanje žene i zaštitu njenih prava), działała także w organizacjach syjonistycznych.
Zajmowała się teorią literatury. Oprócz artykułów naukowych pisała eseje, opowiadania, a także relacje z podróży. W 1937 wydawała Biuletyn Jugosłowiańskiego Stowarzyszenia Kobiet (Glasnik Jugoslovenskog ženskog saveza). W 1940 wyjechała do Waszyngtonu, gdzie jej mąż pracował w ambasadzie jugosłowiańskiej. W tym czasie pisała dla czasopisma Yugoslav News Bulletin. Po śmierci męża w 1942, Lebl-Albala wraz z córką osiedliły się w Nowym Jorku, a w 1945 powróciła do Belgradu. W 1947 skorzystała z możliwości migracji dla ludności żydowskiej i opuściła Jugosławię. W latach 1951–1953 mieszkała w Rzymie, a następnie w Kanadzie, skąd dotarła do Los Angeles, gdzie mieszkała do końca życia. Tłumaczyła teksty dla wytwórni Metro-Goldwyn-Mayer i Columbia Pictures.

## Życie prywatne
Była mężatką (mąż David Albala był lekarzem i działaczem syjonistycznym), mieli córkę Jelenę (ur. 1925).

## Twórczość
- 1930: Razvoj universitetskog obrazovanja naših žena
- 1923, 1930: Teorija književnosti i analiza pismenih sastava za srednje i stručne škole (z Katariną Bogdanović)
- 1932: Gertruda
- 1939: Deset godina rada Udruženja univerzitetski obrazovanih žena u Jugoslaviji: 1928-1938
- 1943: Yugoslav women fight for freedom
- 1943: Dr. Albala as a Jewish National Worker
- 1951: Izabrana proza
- 2005: Tako je nekad bilo (wydanie pośmiertne)